# 雅文 (小惑星)
雅文（まさふみ、16853 Masafumi）は小惑星帯に位置する小惑星。埼玉県のアマチュア天文家、佐藤直人が1997年に秩父市で発見した。
さきがけからかぐや、あかつきに至る歴代の日本の科学衛星に携わり、2009年8月に死去したNEC航空宇宙システムのエンジニア木村雅文にちなんで、2010年11月に名付けられた。同時に名付けられた小惑星のうち、(16790) 祐三、(16723) 冨家文穂、(16796) 慎司、(16826) 大亮なども、同様に死去したかぐやの関係者に因んだものである。